# آنا لورمان
آنا لورمان (انگلیسی: Anna Lührmann) زاده ۱۴ ژوئن ۱۹۸۳)  یک سیاست‌مدار اهل آلمان است. او جوان‌ترین عضو پارلمان آلمان در سال ۲۰۰۲ و همچنین جوان‌ترین عضو پارلمان یک کشور در جهان شد.